# Оточна Слобода
Оточна Слобода (біл. вёска Аточная Слабада) —  село в складі Червенського району Мінської області, Білорусь. Село підпорядковане Клиноківській сільській раді, розташоване в центральній частині області.